# Этвуд, Нефи Дуэйн
Нефи Дуэйн Этвуд (англ. Nephi Duane Atwood, род. 1938) — американский ботаник, специалист по таксономии семейства Бурачниковые.

## Биография
Нефи Дуэйн Этвуд родился в 1938 году. Учился в Уиберском университете в городе Огден. Затем перешёл в Университет Бригама Янга, где в 1972 году получил степень доктора философии. Этвуд является ассистентом директора гербария, а с 1995 года — профессором Университета Бригама Янга. Большая часть работ Этвуда посвящена флоре Нью-Мексико, Юты, Аризоны и Невады, однако он также собирал образцы растений в Мексике. Он был одним из редакторов третьего издания книги A Utah Flora 2003 года.

## Растения, названные в честь Н. Д. Этвуда
- Aquilegia atwoodii S.L.Welsh, 2003
- Astragalus atwoodii S.L.Welsh & K.H.Thorne, 1977
- Camissonia atwoodii Cronquist, 1986 [syn.  Chylismia atwoodii (Cronquist) W.L.Wagner & Hoch, 2007]
- Cryptantha atwoodii L.C.Higgins, 1974
- Penstemon atwoodii S.L.Welsh, 1975